# Санборн
Окръг Санборн (на английски: Sanborn County) е окръг в щата Южна Дакота, Съединени американски щати. Площта му е 1477 km², а населението - 2450 души (2017). Административен център е град Унсокет.